# 雙帶巴西項鯰
雙帶巴西項鯰，為輻鰭魚綱鯰形目鼬鯰科的其中一種，為熱帶淡水魚，分布於南美洲巴西Paraíba do Sul及Tietê河流域，體長可達14公分，棲息在底層水域，生活習性不明。